# Monumento naturale I Lagazzi
Il monumento naturale I Lagazzi è un'area naturale che si trova a Piadena, in provincia di Cremona.

## Caratteristiche ambientali
La zona sorge lungo un alveo fluviale relitto, oggi percorso da due fossi denominati "Lagazzo" e "Gambina di Mezzo". Qui sorge un bosco igrofilo affiancato da un canneto lungo le sponde dei due corsi d'acqua. La campagna circostante è coltivata prevalentemente a prato.
Nei pressi sono stati ritrovati insediamenti palafitticoli risalenti all'età del Bronzo i cui oggetti sono ora stati collocati presso il  Museo archeologico di Piadena.

## Sviluppi
L'area si inquadra in un progetto della provincia di Cremona denominato "Il territorio come ecomuseo" il cui scopo è quello di illustrare e conservare le associazioni tra le opere dell'uomo e le caratteristiche ambientali e morfologiche. Il monumento naturale vuole essere il primo intervento di preservazione ambientale minore nell'area meridionale del territorio provinciale.

## Fonte
- Scheda del Monumento naturale all'interno del Sistema Parchi della Regione Lombardia [collegamento interrotto], su parchi.regione.lombardia.it.
- "I Lagazzi" in un volume: Il territorio come Ecomuseo", articolo del quotidiano La Cronaca del 25 settembre 2007.